# 同調圧力
同調圧力（どうちょうあつりょく　英: Peer pressure、ピア・プレッシャー）とは、地域共同体や職場などある特定の同等集団において意思決定、合意形成を行う際に、少数意見を有する者に対して、暗黙のうちに多数意見に合わせるように誘導することを指す。

## 概説
少数意見（多数決の問題点：少数意見の抑圧）を有する者に対して態度変容を迫る手段にはさまざまな方法がある。彼らに対して物理的に危害を加える旨を通告するような明確な脅迫から、多数意見に逆らうことに恥の意識を持たせる､ネガティブ・キャンペーンを行って少数意見者が一部の変わり者であるとの印象操作をする､「一部の足並みの乱れが全体に迷惑をかける」と主張する、少数意見のデメリットを必要以上に誇張する、同調圧力をかけた集団から社会的排除を行うなどである。
組織社会学者の太田肇は、社会の閉鎖性、同質性、個人の未分化という構造的要因に共同体主義というイデオロギーが加わることで同調圧力がエスカレートすると説明している。また文筆家の山本七平は「空気」、歴史学者の阿部謹也は「世間」という概念を用いて日本社会の同調圧力に関する考察を行っている。

## 関係の深い意思決定に関わる諸概念
- 同調現象
- 斉一性の原理
- 沈黙の螺旋
- 全会一致の幻想
- 数の暴力

## コミュニケーションにおける背景
- 場の空気
- 忖度[1]
- オールド・ボーイズ・ネットワーク
- 協調性

## 集団との関係
- 集団思考
- 集団決定
- 集団心理
- 集団行動
- Category:群集心理学

## 顕れる事象、もたらす事象の例
- 自粛
- 自主規制
- 自己検閲
- 権威に訴える論証
- 共同絶交
- いじめ
- 奉加帳方式
- 秘密投票#秘密投票の形骸化、官製デモ
- 強制的異性愛
- 権威主義的パーソナリティ
- 不文律
- 馴れ合い
- カルテル#入札談合
- 記者クラブ#弊害

## 文化・社会的背景
- 村社会、和の文化、異文化
- シマ社会
- 非国民、道徳教育、情操教育、朝敵、赤狩り、国民精神総動員、大政翼賛会
- 町内会
- 世論
- ポリティカル・コレクトネス
- 全体主義
- 体育会系
- 家父長制
- 隣組